# Smutek mam we krwi
Smutek mam we krwi – singel Ani Dąbrowskiej z 2009 roku.

## Ogólne informacje
Piosenka ta była trzecim i ostatnim singlem z albumu W spodniach czy w sukience?, choć początkowo wokalistka planowała ten utwór jako pierwszy singel. Nagranie osiągnęło umiarkowane sukcesy na listach przebojów.

## Teledysk
W teledysku do piosenki użyto fragment zapisu z koncertu Ani, a także materiały zza kulis. Wideoklip wyreżyserowali Ania Dąbrowska i szwedzki muzyk Bo Martin.

## Pozycje na listach
| Lista                                | Pozycja |
| ------------------------------------ | ------- |
| Lista Przebojów Programu Trzeciego   | 18      |
| Szczecińska Lista Przebojów          | 4       |
| RDN Małopolska                       | 5       |
| Lista Przebojów Marka Niedźwieckiego | 33      |
| Polska Airplay Top 100               | 54      |